# 矢筈城
矢筈城（やはずじょう）は、美作国苫田郡（現・岡山県津山市加茂町）にあった日本の城。別名は高山城。

## 概要
矢筈山（標高756ｍ）に築いた中世山城。
山頂に「本丸」を置き、その北方に続く尾根上に「土蔵郭」「馬場」を、西方に続く尾根上には「二の丸」「三の丸」「石垣段」「腰郭」「成興寺丸」など、数多くの曲輪を配している連郭式山城である。

## 沿革
天文元年（1532年）から天文2年（1533年）にかけて、美作国の豪族・草刈衡継が築城した。
のちに羽柴秀吉と毛利輝元が、本能寺の変の後和睦したことにより、美作国は宇喜多氏の領地になったことから、天正12年（1584年）、毛利輝元の要請により草刈重継（衡継の子）が退去し、その後は廃城となったと考えられている。
土塁、石塁、堀切、狼煙場等の遺構がよく残っており、平成18年（2006年）3月に岡山県指定史跡の指定を受けている。なお、矢筈山麓には「内構」と呼ばれる草苅氏の居館跡が残っている。